# Mazańcowice
Mazańcowice (früher auch Mazankowice; deutsch Matzdorf, ursprünglich Mazanzendorf) ist eine Ortschaft mit einem Schulzenamt der Gemeinde Jasienica im Powiat Bielski der Woiwodschaft Schlesien, Polen.

## Geographie
Mazańcowice liegt im Schlesischen Vorgebirge (Pogórze Śląskie), etwa 40 km südlich von Katowice im Powiat (Kreis) Bielsko-Biała.
Das Dorf hat eine Fläche von 818 ha.
Nachbarorte sind die Stadt Czechowice-Dziedzice im Nordosten, die Stadt Bielsko-Biała im Westen und Süden, Międzyrzecze Dolne im Westen, Ligota im Nordwesten.

## Geschichte
Das Dorf liegt im Olsagebiet (auch Teschener Schlesien, polnisch Śląsk Cieszyński).
Der Ort wurde circa 1305 im Liber fundationis episcopatus Vratislaviensis (Zehntregister des Bistums Breslau) erstmals urkundlich als Item in Mansanczovicz erwähnt. Der Name ist patronymisch abgeleitet vom Vornamen Mazaniec (Mazanek) mit typischem patronymischen Wortende -(ow)ice. Die deutsche Name Mazanczendorff erschien im Jahre 1452 und neue Matzdorff im Jahre 1566.
Politisch gehörte das Dorf ursprünglich zum Herzogtum Teschen, dies bestand ab 1290 in der Zeit des polnischen Partikularismus. Seit 1327 bestand die Lehnsherrschaft des Königreichs Böhmen und seit 1526 gehörte es zur Habsburgermonarchie.
Nach der Aufhebung der Patrimonialherrschaften war es ab 1850 eine Gemeinde in Österreichisch-Schlesien, Bezirk und Gerichtsbezirk Bielitz. In den Jahren 1880 bis 1910 stieg die Einwohnerzahl von 1522 im Jahr 1880 auf 1583 im Jahre 1910, es waren überwiegend polnischsprachige (zwischen 96,6 % im Jahre 1880 und 90,8 % im Jahre 1910), auch deutschsprachige (144 oder 9,1 % im Jahre 1910) und tschechischsprachige (10 oder 0,8 % im Jahre 1900). Im Jahre 1910 waren 66,8 % römisch-katholisch, 39,9 % evangelisch, es gab 5 Juden.
1920, nach dem Zusammenbruch der k.u.k. Monarchie und dem Ende des Polnisch-Tschechoslowakischen Grenzkriegs, kam Mazańcowice zu Polen. Unterbrochen wurde dies nur durch die Besetzung Polens durch die Wehrmacht im Zweiten Weltkrieg.
Von 1975 bis 1998 gehörte Mazańcowice zur Woiwodschaft Bielsko-Biała.

## Religion
Die katholische Pfarrei (errichtet im Jahre 1911) gehört zum Bistum Bielsko-Żywiec, Dekanat Jasienica. Die evangelische Filialgemeinde gehört zur Pfarrei Międzyrzecze, Diözese Cieszyn.

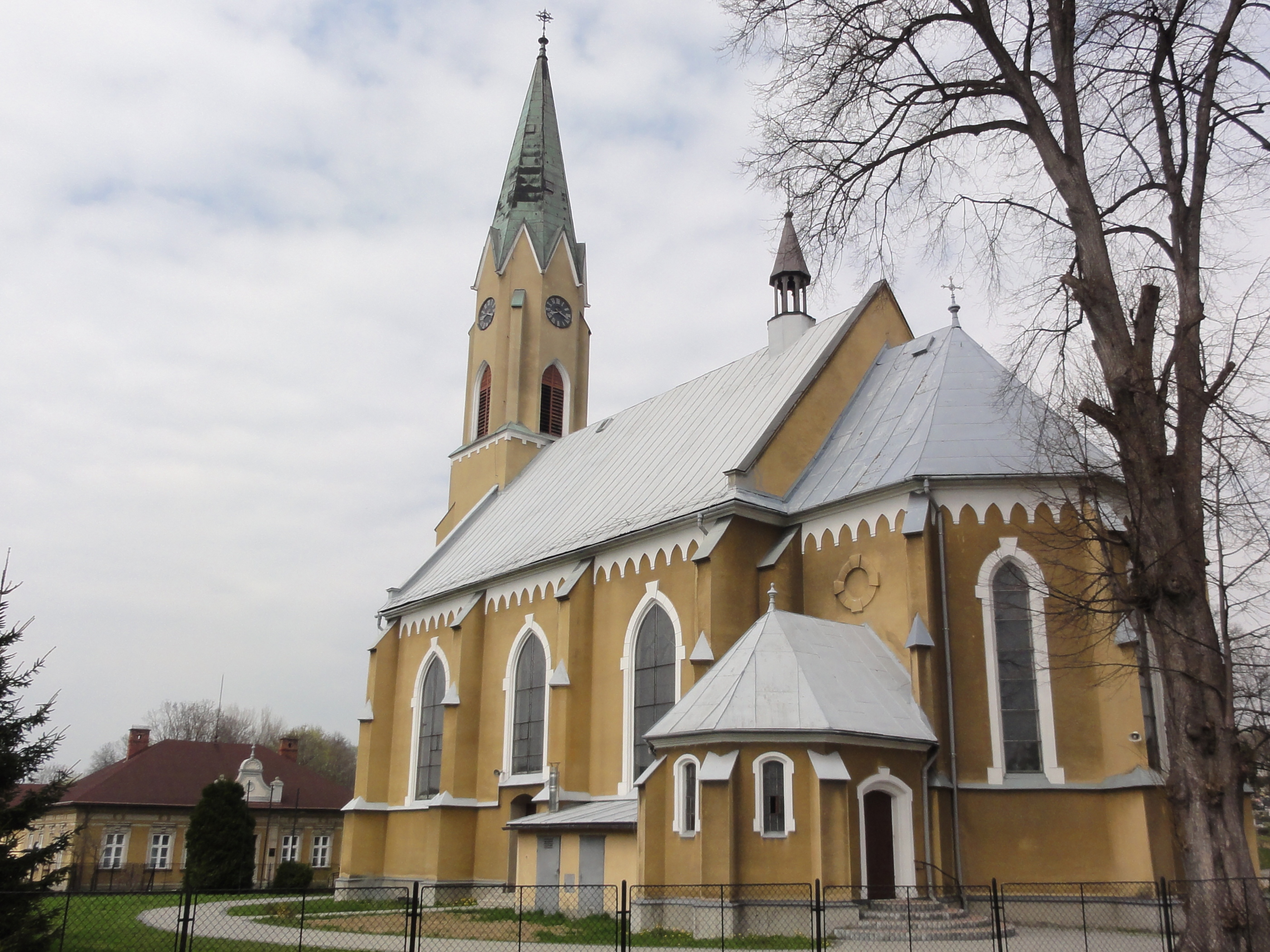
Katholische Kirche
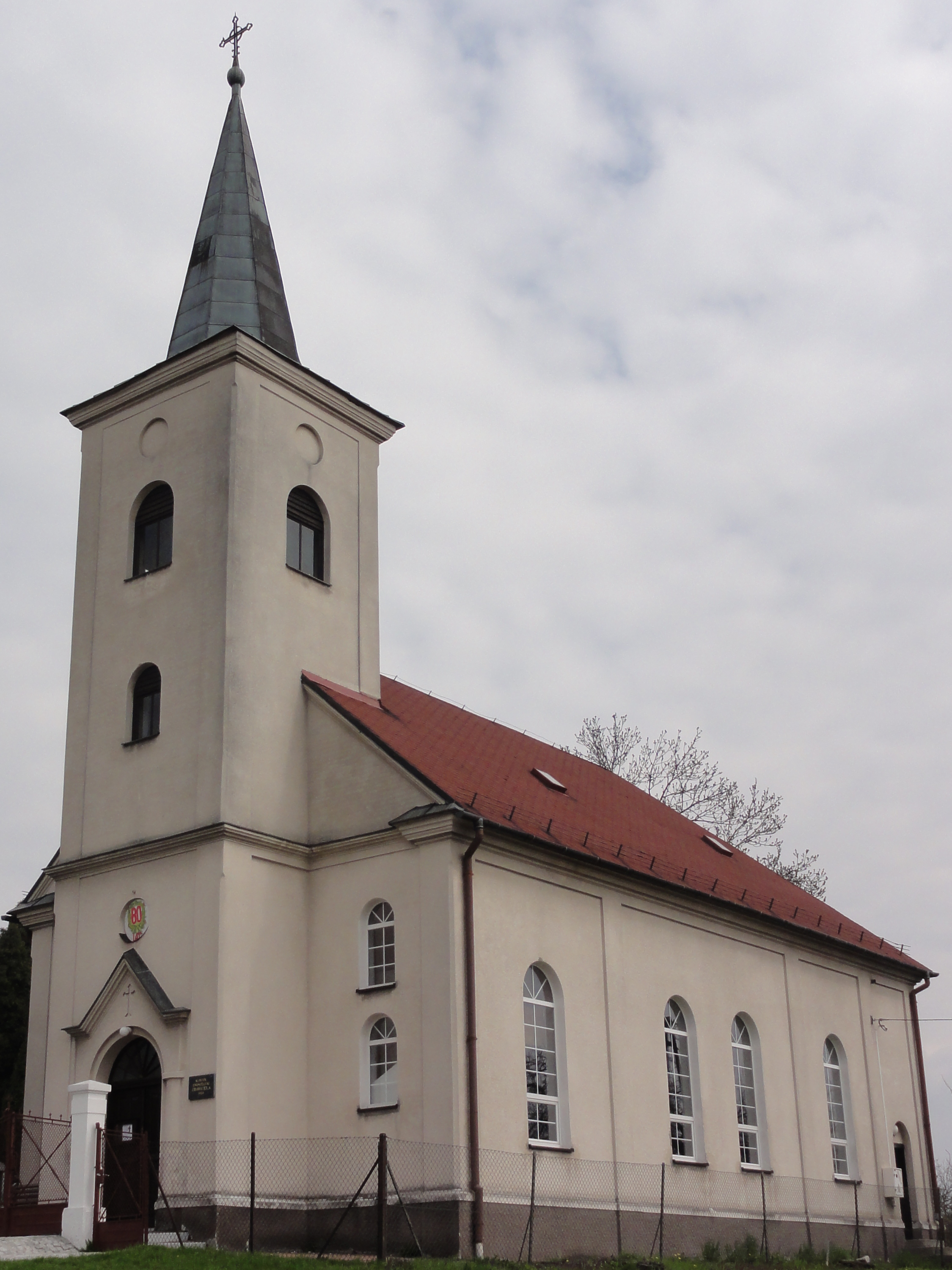
Evangelische Filialkirche